# ヒューエル・デ・オリベイラ・ファウスティーノ
ヒューエル・デ・オリベイラ・ファウスティーノ（Riuler de Oliveira Faustino、1998年1月25日 - 2021年11月23日）は、ブラジル出身の元プロサッカー選手。ポジションはミッドフィールダー。最終所属はJリーグ・湘南ベルマーレ。
ブラジルU-15・U-17代表の元キャプテン。
登録名にはばらつきがあるが、アトレチコ・パラナエンセではヒューエル・ファウスティーノ、J.FC MIYAZAKIとFC大阪ではヒューエル・オリベイラ、湘南ではオリベイラとなっていた。

## 来歴
各世代別のブラジル代表に招集され、U-15とU-17ではキャプテンを務めた。南米U-17選手権で優勝。
2019年7月18日、九州サッカーリーグのJ.FC MIYAZAKIへ加入。
2020年1月21日湘南ベルマーレへの完全移籍加入、並びにFC大阪への期限付き移籍が発表された。
2020年10月23日期限付き移籍期間終了に伴い湘南に復帰。
2021年11月23日、練習に来なかったことからスタッフが自宅を訪れたところ、ベッドで倒れているところを発見され、同日死亡が確認された。行政検視の結果、死因は急性鬱血性心不全であった。23歳没。訃報は翌24日に湘南ベルマーレから発表されたほか、古巣のアトレチコ・パラナエンセもニュースリリースとして訃報を伝えている。死亡推定時刻は11月23日の午前0時とされている。

## 所属クラブ
- 2015年 - 2016年  コリチーバFC
- 2016年 - 2018年  アトレチコ・パラナエンセ
- 2018年 - 2019年  SCインテルナシオナル
- 2019年7月 - 12月  J.FC MIYAZAKI
- 2020年 - 2021年  湘南ベルマーレ
  - 2020年1月 - 10月  FC大阪（期限付き移籍）

## 個人成績
| 国内大会個人成績 | 国内大会個人成績 | 国内大会個人成績 | 国内大会個人成績 | 国内大会個人成績 | 国内大会個人成績 | 国内大会個人成績 | 国内大会個人成績 | 国内大会個人成績 | 国内大会個人成績 | 国内大会個人成績 | 国内大会個人成績 |
| 年度             | クラブ           | 背番号           | リーグ           | リーグ戦         | リーグ戦         | リーグ杯         | リーグ杯         | オープン杯       | オープン杯       | 期間通算         | 期間通算         |
| 年度             | クラブ           | 背番号           | リーグ           | 出場             | 得点             | 出場             | 得点             | 出場             | 得点             | 出場             | 得点             |
| 日本             | 日本             | 日本             | 日本             | リーグ戦         | リーグ戦         | リーグ杯         | リーグ杯         | 天皇杯           | 天皇杯           | 期間通算         | 期間通算         |
| ---------------- | ---------------- | ---------------- | ---------------- | ---------------- | ---------------- | ---------------- | ---------------- | ---------------- | ---------------- | ---------------- | ---------------- |
| 2020             | 湘南             | 40               | J1               | 1                | 0                | 0                | 0                |                  |                  |                  |                  |
| 2021             | 湘南             | 40               | J1               | 2                | 0                | 8                | 0                |                  |                  |                  |                  |
| 通算             | 日本             | 日本             | J1               | 3                | 0                | 8                | 0                |                  |                  |                  |                  |
| 総通算           | 総通算           | 総通算           | 総通算           | 3                | 0                | 8                | 0                |                  |                  |                  |                  |

## 代表歴
- U-15ブラジル代表
- U-17ブラジル代表